# 愛知県立愛知病院
愛知県立愛知病院（あいちけんりつあいちびょういん）は、愛知県岡崎市にあった公立病院。2020年（令和2年）10月15日、東海地方初の新型コロナウイルス感染症専門病院として開院した。

## 概要

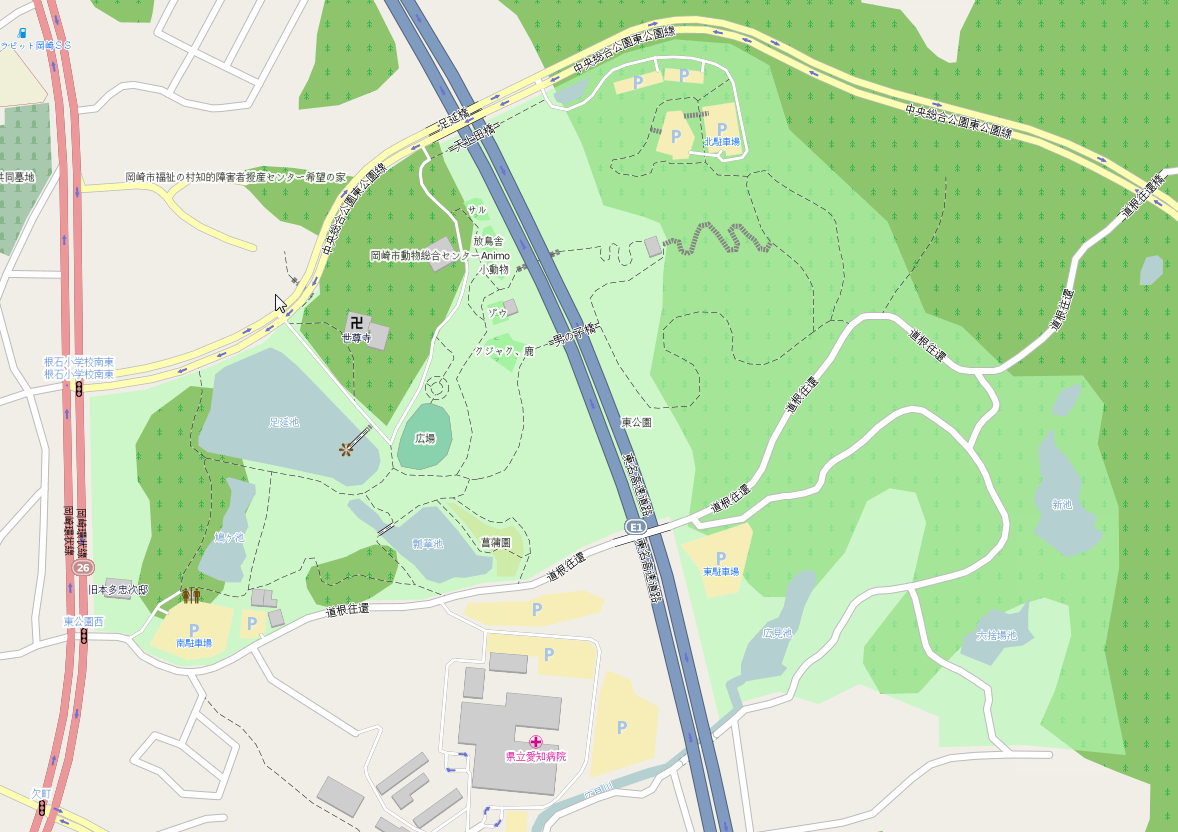
愛知県立愛知病院付近の地図。東公園に隣接している。

1954年（昭和29年）11月、結核専門病院「愛知県立愛知病院」として開院。
2005年（平成17年）4月1日より愛知県がんセンターとの組織統合により「愛知県がんセンター愛知病院」に改称した。なお、がんセンターに改称したものの一般診療も継続。へき地医療拠点病院および救急告示病院の指定を受けた。
2015年（平成27年）3月31日、厚生労働省より「地域がん診療連携拠点病院」に指定された。同年4月、腫瘍内科を新設。2016年（平成28年）2月よりアニマルセラピーを導入した。
2018年（平成30年）2月5日、愛知県と岡崎市は当病院を岡崎市民病院に移管して、市に経営統合するための正式な協議に入ると発表した。愛知県がんセンター愛知病院は、乳がん手術などでは県内有数の実績を有していたが、近年は経営不振が続いており、平成28年度決算では4億2,690万円の赤字を計上していた。同年3月31日に交わした基本合意の覚書によれば、移管時期は2019年（平成31年）4月で、愛知病院の土地と建物は県が市に10年間、無償で貸与し、市民病院の結核病棟の整備費も県が負担するとしている。同年6月14日、経営統合後の名称は「（仮称）岡崎市立愛知病院」となることが発表された。
2019年（平成31年）4月1日、「岡崎市立愛知病院」に改称。岡崎市への移管に伴い、地域がん診療連携拠点病院・へき地医療拠点病院の指定は解除された。
2020年（令和2年）8月2日、愛知県が、新型コロナウイルス専門病院を岡崎市立愛知病院に開く準備を進めていることが報道で明らかとなった。同年8月17日、県は専門病院の概要を発表。100床規模で、主に中等症の患者と軽症の高齢者を対象とし、病院の開設者を岡崎市から再び県へ移すことが決まった。
同年10月15日「岡崎市立愛知病院」を閉院の上、「愛知県立愛知病院」として開院。50床でスタートし、最大100床まで増やすと県は発表した。開院後1か月の間にのべ23人のコロナ患者が入院。医師9人、看護師38人、放射線技師3人の体制で患者の治療にあたっている。
2023年（令和5年）3月31日をもって休止となったが、2024年4月1日に廃止された。

## 診療科目
- 内科
- 緩和ケア内科
- 乳腺内科
- リハビリテーション科

## 旧病床数
- 総病床数：151床
  - 一般病床：120床
  - 結核病床：25床
  - 感染症病床：6床

## 交通アクセス
- 名鉄名古屋本線「東岡崎駅」または「美合駅」から名鉄バスに乗り換え「愛知病院前」バス停で下車。
- 名鉄名古屋本線「東岡崎駅」からタクシーで約7分。
- 東名高速道路岡崎ICから車で約5分。
- 距離的には東岡崎駅と美合駅の間にある「男川駅」が最も近いが徒歩で30分近くかかる。